# Caribbean Disaster Emergency Management Agency
De Caribbean Disaster Emergency Management Agency (CDEMA) is een instelling van de Caricom.
De intergouvernementele organisatie werd in 1991 opgericht. Het is een interregionaal Caribisch hulpnetwerk van landelijke rampenbestrijdingsdiensten die in het geval van een regionale ramp gecoördineerd hulp biedt.
De organisatie werd opgericht als CDERA (Caribbean Disaster Emergency Response Agency) en wijzigde in september 2009 van naam in CDEMA. De initiatiefnemer voor de organisatie is de Caricom.

## Aangesloten leden
De aangesloten leden zijn in principe de landelijke organisaties voor rampenbestrijding. Hun namen staan hieronder veelal in het Engels weergegeven terwijl hun naam in eigen land waarschijnlijk in de landstaal is.
| Land                           | Organisatie                                                      |
| ------------------------------ | ---------------------------------------------------------------- |
| Anguilla                       | Department of Disaster Management (DDM)                          |
| Antigua en Barbuda             | National Office of Disaster Services (NODS)                      |
| Bahama's                       | National Emergency Management Agency (NEMA)                      |
| Barbados                       | Department of Emergency Management (DEM)                         |
| Belize                         | National Emergency Management Organisation (NEMO)                |
| Britse Maagdeneilanden         | Department of Disaster Management (DDM)                          |
| Dominica                       | Office of Disaster Management (ODM)                              |
| Grenada                        | National Disaster Management Agency (NaDMA)                      |
| Guyana                         | Civil Defense Commission (CDC)                                   |
| Haïti                          | Directorate of Civil Protection (DPC)                            |
| Jamaica                        | Office of Disaster Preparedness and Emergency Management (ODPEM) |
| Montserrat                     | Disaster Management Coordination Agency (DMCA)                   |
| Saint Kitts en Nevis           | National Emergency Management Agency (NEMA)                      |
| Saint Lucia                    | National Emergency Management Organisation (NEMO)                |
| Saint Vincent en de Grenadines | National Emergency Management Organisation (NEMO)                |
| Suriname                       | Nationaal Coördinatiecentrum voor Rampenbeheersing (NCCR)        |
| Trinidad en Tobago             | Office of Disaster Preparedness and Management (ODPM)            |
| Turks- en Caicoseilanden       | Department of Disaster Management & Emergencies (DDME)           |